# نویزس
شهر نویزس (به آلمانی: Neuses) در ایالت بایرن در کشور آلمان واقع شده‌است.